# Selenidium folium
Selenidium folium is een soort in de taxonomische indeling van de Myzozoa, een stam van microscopische parasitaire dieren. Het organisme komt uit het geslacht Selenidium en behoort tot de familie Selenidiidae. Selenidium folium werd in 1939 ontdekt door Hukui.